# Ciugud
Ciugud là một xã thuộc hạt Alba, România. Dân số thời điểm năm 2002 là 2674 người.